# اولدفیلد ۵۶۵۶
سیارک ۵۶۵۶ (به انگلیسی: 5656 Oldfield، نامگذاری:A920TA) پنج هزار و ششصد و پنجاه و ششمین سیارک کشف شده‌است که در ۸ اکتبر ۱۹۲۰ کشف شد.
قدر مطلق سیارک برابر ۱۳٫۶۰ است.